# Танцов конкурс Евровизия
Танцовият конкурс (на английски: Eurovision Dance Contest) на Европейския съюз за радио и телевизия (съкр. ЕСРТ или Евровизия), често наричан за краткост Танцов конкурс „Евровизия“, е международен конкурс за бални танци на страните, представени в ЕСРТ.
Провеждан е само 2 пъти – в Лондон и в Глазгоу, съответно през 2007 и 2008 година. Победители са представителите на Финландия (2007) и на Полша (2008).
Следващото издание е било планирано да се проведе на 26 септември 2009 г. в Спортно-концертния комплекс „Гейдар Алиев“ в Баку, Азербайджан, но поради „сериозно отсъствие на интерес“ е отложено от ЕСРТ за 2010 г. Решено е също така да се проведат редица реформи, за да стане конкурсът по-привлекателен за участници и телезрители, както и да се снижат разходите за провеждане и транслация. Конкурсът повече не е провеждан.